# Beni Mezline
Ben Djarah (arabisch بنى مزلين) ist eine algerische Gemeinde in der Provinz Guelma mit 4491 Einwohnern. (Stand: 1998)

## Geographie
Ben Djarah wird umgeben von Djeballah Khemissi im Süden und von Boumahra Ahmed und Belkheir im Südwesten.